# Labuhan Pering
Labuhan Pering is een bestuurslaag in het regentschap Tanjung Jabung Timur van de provincie Jambi, Indonesië. Labuhan Pering telt 1419 inwoners (volkstelling 2010).